# Aleksandr Rudakow
Aleksandr Pawłowicz Rudakow (ros. Александр Павлович Рудаков, ur. 23 września?/6 października 1912 w Bugulmie, zm. 14 lutego 1979 tamże) – młodszy porucznik Armii Czerwonej, Bohater Związku Radzieckiego (1944).

## Życiorys
Po ukończeniu 7 klas szkoły powszechnej był pomocnikiem maszynisty parowozu, w latach 1934–1936 odbywał służbę w Armii Czerwonej. Po ataku Niemiec na ZSRR zmobilizowany, ukończył Czkałowską Uczelnię Pancerną, od VIII 1942 na froncie wojny z Niemcami. Dowódca czołgu 142. batalionu czołgowego 95 Brygady Pancernej 9 Korpusu Pancernego 65 Armii Frontu Białoruskiego, X 1943 wyróżnił się podczas bitwy o Dniepr; w nocy 19/20 X 1943 wraz z załogą czołgu przekroczył Dniepr w rejonie homelskim, brał aktywny udział w walkach o zdobycie i utrzymanie przyczółku, wyzwalając okoliczne miejscowości Horodok i Starodubka i odpierając wszystkie niemieckie kontrataki; w tych walkach Rudakow osobiście zabił kilkudziesięciu żołnierzy i oficerów wroga. Uchwałą Prezydium Rady Najwyższej ZSRR z 15 stycznia 1944 otrzymał Złotą Gwiazdę Bohatera ZSRR i Order Lenina. W 1946 zwolniony do rezerwy, mieszkał i pracował w rodzinnym mieście, gdzie zmarł. Był odznaczony również wieloma medalami.